# Valentina Cervi

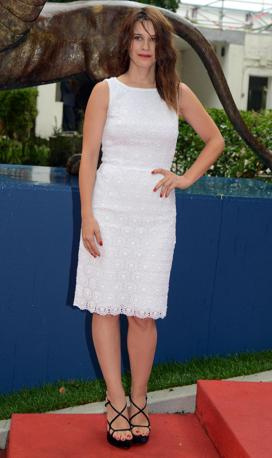
Valentina Cervi bei den 69. Filmfestspielen von Venedig (2012)

Valentina Cervi (* 13. April 1976 in Rom) ist eine italienische Schauspielerin.

## Leben
Cervi ist die Tochter des Regisseurs Tonino Cervi und der Produzentin Marina Gefter. Ihr Großvater war Gino Cervi, der im deutschsprachigen Raum vor allem wegen seiner Rolle als kommunistischer Bürgermeister Peppone in den Verfilmungen der 1950er und 1960er Jahre von Don Camillo und Peppone bekannt ist.
Obschon Valentina als Kind ihren Vater oft ans Set begleiten durfte, hatte sie zunächst keine Ambitionen, ins Filmgeschäft einzusteigen. Sie fühlte sich vielmehr von den Mysterien der Kirche angezogen und sah ihre Zukunft eher hinter den Mauern eines Klosters. Im Alter von zehn Jahren hatte sie ihren ersten Auftritt in Carlo Cottis Portami la luna. Ihre Ansichten über den Film änderten sich jedoch schlagartig, als sie im Alter von 17 Jahren als Produktionsassistentin zu arbeiten begann, um für sich etwas Geld zu verdienen. Sie studierte dabei die Regiemethode von Konstantin Stanislawski. Mit 20 Jahren begann sie, sich mit dem Werk ihres Großvaters zu befassen.
Cervi hat mit zahlreichen internationalen Regisseuren gearbeitet, so etwa mit Jane Campion (Portrait of a Lady), Mike Figgis (Hotel) und Peter Greenaway (The Tulse Luper Suitcases). Ihren bisher größten Erfolg verzeichnete sie in der Titelrolle des Films Artemisia unter der Regie von Agnès Merlet. Der Film basiert auf der Lebensgeschichte der Renaissancemalerin Artemisia Gentileschi. 2005 war sie mit dem Film Provincia Meccanica bei der Berlinale zu sehen. 2006 war sie bei der Berlinale Mitglied der Jury für den besten Erstlingsfilm. Im ZDF-Vierteiler Krieg und Frieden nach dem Roman von Leo Tolstoi, der im Januar 2008 ausgestrahlt wurde, spielte Cervi die Rolle der Prinzessin Marja Bolkonskaja. 2012 war Cervi in elf Folgen der HBO-Serie True Blood in der Rolle der Salome Agrippa zu sehen.

## Filmografie (Auswahl)
- 1986: Molly O
- 1988: Portami la luna (TV-Film)
- 1988: Die französische Cousine (Mignon è partita)
- 1993: Junge Liebe (I ragazzi del muretto) (TV-Serie, eine Folge)
- 1994: Oasi
- 1996: Portrait of a Lady (The Portrait of a Lady)
- 1996: Escoriandoli
- 1997: Artemisia
- 1998: Hannibals Kinder (Figli di Annibale)
- 1999: Rien sur Robert
- 1999: Branchie
- 1999: La via degli angeli
- 2000: Five Seconds to Spare
- 2000: Quando si chiudono gli occhi (Kurzfilm)
- 2001: Hotel
- 2001: James Dean (TV-Film)
- 2002: L’anima gemella
- 2003: Mundo civilizado
- 2003: Passato prossimo
- 2003: Sansa – Durch die weite Welt (Sansa)
- 2004: The Tulse Luper Suitcases (Teil I, II, III)
- 2004: Der Venedig Code (Tempesta)
- 2005: Provincia meccanica
- 2006: Il vizio dell’amore (TV-Serie, eine Folge)
- 2007: Part deux (Kurzfilm)
- 2007: Peopling the Palaces at Venaria Reale (TV-Film)
- 2007: Krieg und Frieden (War and Peace) (TV-Miniserie, vier Folgen)
- 2008: Fine pena mai: Paradiso perduto
- 2008: Il resto della notte
- 2008: Buffalo Soldiers ’44 – Das Wunder von St. Anna (Miracle at St. Anna)
- 2008: Lena: The Bride of Ice
- 2008: Donne assassine (TV-Serie, eine Folge)
- 2008: Tigri di carta (TV-Miniserie, drei Folgen)
- 2009: Sleepless
- 2011: Aurelio Zen – Himmelfahrt (Zen) (TV-Miniserie, zwei Folgen)
- 2011: Jane Eyre
- 2011: R.I.F. – Ich werde dich finden (R.I.F. (Recherches dans l’intérêt des familles))
- 2011–2012: Distretto di polizia (TV-Serie, 26 Folgen)
- 2012: In a Rush (Au galop)
- 2012: True Blood (TV-Serie, elf Folgen)
- 2012–2015: Una grande famiglia (TV-Serie, 16 Folgen)
- 2013: Mi rifaccio vivo
- 2013: Buio (TV-Serie)
- 2013: Borgia (TV-Serie, zwei Folgen)
- 2015–2017: Solo per amore (TV-Serie, 13 Folgen)
- 2016: Die Medici: Herrscher von Florenz (Medici) (TV-Serie, drei Folgen)
- 2016: Senza lasciare traccia
- 2016: Ho amici in Paradiso
- 2017: Lasciami per sempre
- 2017: Dove non ho mai abitato
- 2017: Agadah
- 2018: Euforia
- 2019: Vivere
- 2019: I ragazzi dello Zecchino d’oro (TV-Film)
- 2020: Die Fremdgeher (Gli infedeli)
- 2021: Die katholische Schule (La scuola cattolica)
- 2021: Code: Karim (Karim)
- 2021: Der letzte Paradiso (L’ultimo Paradiso)
- 2022: Der unsichtbare Faden (Il filo invisibile)
- 2022: Marcel!
- 2023: L’ordine del tempo
- 2023–2024: Das Gesetz nach Lidia Poët (La legge di Lidia Poët, TV-Serie, 5 Folgen)